# دبيق شجيري
الدبيق الشجيري أو حَلَبْلَاب مُخشوشب أو أذن الأرنب (باللاتينية: Bupleurum fruticosum) نوع نباتي ينتمي إلى جنس الدبيق من الفصيلة الخيمية. النوع ليس مقبولا بعد.

## الموئل والانتشار
موطن هذا النوع المغرب العربي وبلاد الشام وغرب حوض البحر الأبيض المتوسط.